# هیمبرگ
هیمبرگ (به آلمانی: Himberg) یک منطقهٔ مسکونی در اتریش است که در ناحیه وین-اومگه‌بونگ واقع شده‌است. هیمبرگ ۴۷٫۶۳ کیلومتر مربع مساحت دارد ۱۷۲ متر بالاتر از سطح دریا واقع شده‌است.